# كامبو دي لاس فاريللاس
كامبو دي لاس فاريللاس (بالإسبانية: Campo de las Varillas) هو مكان يقع على مقربة من جبل سرد (Cerredo) في بلدة الأسبانية كاسترو أورديالس.
أنها تقع على سهل قرب المبنى القديم المهجورة المعروفة باسم «لى موجيسا كسلا» (La Casilla Mújica)، يمكن الوصول إليها بسهولة من خلال طريق ترابي من باندو (Pando)، في سمنه (Sámano). مساحاتها الإجمالية تصل إلى حوالي 7 هكتارات.

## الحياة النباتية والحيوانية
وتتكون أساسا من أشجار الكينا النباتات الصغيرة والسرخسيات. كما يمكنك ان يصعد في الارتفاع، النباتات التغييرات، والانتهاء من مكان، هناك أشجار الصنوبر وأشجار محلية.
الخنازير البرية والماعز والأفاعي هي الحيوانات الأكثر عددا في الموقع.

## التاريخ
خلال حرب شبه الجزيرة الأيبيرية في المنطقة، الجنرال الفرنسي سلسيل بيرتراند استقر حوالي 3000 جندي في هذا المكان، في وقت لاحق لمهاجمة شعب كاسترو أورديالس، وكان فاز بها الأسطول الإسبانية والإنكليزية قرب ميناء المدينة.القوات المسلحة الإسبانية (فويرثاس تاريخ حرب شبه الجزيرة الأيبيرية في كاسترو أورديالس:.
هناك أيضا العديد من الأساطير غير معروفة المحلية المرتبطة بهذا المكان، ولكن الأسطورة الأكثر انتشارا في أن يحمل كامبو فاريللاس لاس دي كانت هناك لقاءات عديدة من السحرة من غاليسيا، أستورياس، كانتابريا، بيسكاي وغيبوثكوا.